# Хойнівська сільська рада
Хойнівська сільська́ ра́да (біл. Хойнаўскі сельсавет) — адміністративно-територіальна одиниця у складі Пінського району Берестейської області Білорусі. Адміністративний центр сільської ради — село Хойно. Хойнівська сільська рада характеризується порівняно з іншими значним відсотком населення, яке за даними перепису населення Білорусі 2009 року ідентифікувало себе українцями — 14,22 %.

## Склад
Населені пункти, що підпорядковуються сільській раді:
| Населений пункт | Тип  | Населення, осіб (2009) |
| --------------- | ---- | ---------------------- |
| Великі Диковичі | село | 79                     |
| Жидче           | село | 574                    |
| Мала Вулька     | село | 113                    |
| Невель          | село | 117                    |
| Семеховичі      | село | 64                     |
| Стайки          | село | 9                      |
| Хойно           | село | 380                    |

## Населення
За переписом населення Білорусі 2009 року чисельність населення сільської ради становило 1336 осіб.

### Національність
Розподіл населення за рідною національністю за даними перепису 2009 року:
| Національність            | Осіб | Відсоток |
| ------------------------- | ---- | -------- |
| білоруси                  | 1111 | 83,16 %  |
| українці                  | 190  | 14,22 %  |
| росіяни                   | 27   | 2,02 %   |
| поляки                    | 3    | 0,22 %   |
| національність не вказана | 3    | 0,22 %   |
| азербайджанці             | 1    | 0,07 %   |
| казахи                    | 1    | 0,07 %   |
| Разом                     | 1336 | 100 %    |